# Гідронавтика
Гідронавтика — галузь науки та техніки, що займається дослідженням та освоєнням придонного шару та дна Світового океану за допомогою глибоководних підводних апаратів. Експлуатацію цих апаратів, наукового обладнання та проведення досліджень здійснює гідронавт, який має спеціальну підготовку і виконує роботу, перебуваючи в міцному корпусі підводного апарата під атмосферним тиском..

## Наукові та прикладні цілі гідронавтики
Гідронавтика займається:
- вивченням фізичного та біологічного процесів у глибинах Світового океану, їх вплив на довкілля та організм людини;
- створення технічних апаратів, зокрема, роботів, донних станцій, що забезпечують наукові дослідження в глибинах Світового океану;
- медико-біологічні та екологічні дослідження життєдіяльності людини у Світовому океані, її перебування на всьому діапазоні глибин, включаючи граничні;
- геологічні (включно з геологічною розвідкою корисних копалин), геомагнітні, гідрофізичні, радіаційні, гідрохімічні, метеорологічні дослідження Світового океану; вивчення структури земної кори та мантії під океанічним дном;
- підводна археологія (зокрема, пошук та обстеження затонулих кораблів та суден, матеріальних слідів цивілізацій, збирання та підйом об'єктів);
- картографія Світового океану;
- моніторинг освоєння нафтових та газових родовищ;
- інженерно-пошукові роботи із забезпечення прокладання підводних комунікацій (трубопроводів, кабельних ліній тощо).
- пошук сучасних (промислової доби) затонулих об'єктів, у тому числі морської, авіаційної, космічної та іншої техніки, захоронених вибухових, отруйних, радіоактивних речовин та затонулої техніки як можливих джерел екологічної небезпеки;
- рятувальні роботи (щодо підводних човнів, батискафів та інших заселених глибоководних апаратів.

## Глибоководні підводні апарати
Різні типи глибоководних підводних апаратів включають такі функціональні блоки: міцний корпус для розміщення гідронавтів; джерело енергії (акумуляторна батарея, ядерна енергетична установка); рушійно-кермовий та маніпуляційно-технологічний комплекси; телевізійно-оптичне обладнання та світлові прилади; пошуково-оглядові системи; радіоелектронне обладнання; забортний блок гідравліки для приведення в рух забортного обладнання; аварійний баласт.
Від підводного човна глибоководні підводні апарати відрізняються значно більшою глибиною занурення (понад 1000 м); суттєво більш міцним корпусом (найчастіше сферичної форми); високою маневреністю; виконанням різних підводно-технічних робіт на ґрунті; великою кількістю забортного обладнання; наявність ілюмінаторів для візуального огляду об'єктів, що досліджуються.

## Історія
Наприкінці 1990-х років засоби гідронавтики стали широко використовуватися і для рекреаційних цілей, екскурсій, теле- і кінозйомок.